# Крутомой
Крутомой (устар. Соколовка) — ручей в Ивановской области России. Устье находится по правому берегу реки Сура. Исток — в небольшом озере в урочище Вяхирево, в лесах северо-западнее населённого пункта Ново Ивановской области, протекает западнее Ново, через урочища Малое Борисово, Ильино и Хрипуниха. Возле самого устья принимает левый приток — Кунга.